# Sulfonamidă

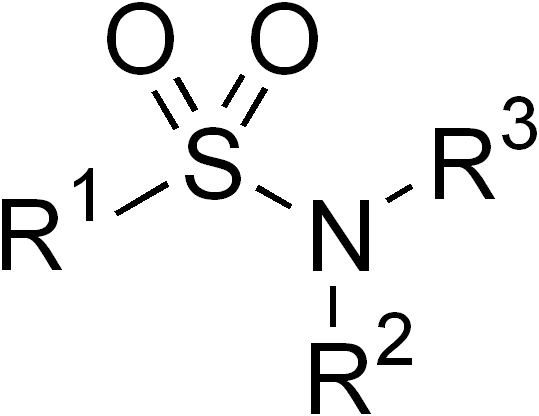
Structura generală a sulfonamidelor

În chimie, sulfonamida este o grupă funcțională cu formula generală -S(=O)2-NH2 (o grupă sulfonil legată de o grupă amino). Datorită rigidității grupei funcționale, sulfonamidele sunt de obicei nereactive și cristaline. O clasă importantă de antibiotice denumite sulfamide conțin grupa sulfonamidică.

## Obținere
Sulfonamidele pot fi preparate în laborator prin mai multe metode. Metoda clasică de sinteză presupune reacția unei cloruri de sulfonil (de obicei clorura de tozil) cu o amină:
RSO2Cl  +  R2NH   →   RSO2NR2  +  HCl
În mediul de reacție se adaugă de obicei o bază, precum piridina, pentru a neutraliza acidul clorhidric care rezultă din reacție. Ilustrativă este sinteza sulfonilmetilamidei.